# Bert Kaeser
Bert Kaeser (vollständiger Name Berthold Helmut Kaeser, * 30. Januar 1943 in Oberhaching) ist ein deutscher Klassischer Archäologe.
Nach dem Besuch der Volksschule und des Rotteck-Gymnasium in Freiburg bis zum Abitur 1962 begann Kaeser an der Universität Freiburg das Studium der Klassischen Archäologie, Vor- und Frühgeschichte und Latein, später der Kunstgeschichte und Alten Geschichte. Seit dem Sommersemester 1964 studierte er an der Universität des Saarlandes, seit dem Wintersemester 1966/67 an der Universität Bonn. Dort wurde Kaeser am 15. Dezember 1976 bei Nikolaus Himmelmann promoviert. Seit Februar 1973 war er wissenschaftlicher Mitarbeiter an der Berliner Antikensammlung, in dieser Zeit auch 1977/78 Schriftführer der Archäologischen Gesellschaft zu Berlin. Anschließend arbeitete er  als wissenschaftlicher Mitarbeiter an der Münchener Antikensammlung, wo er für die griechischen Vasen zuständig war. Bis zu seiner Pensionierung wirkte er an vielen Projekten der Sammlung mit, darunter den Ausstellungen Kunst der Schale – Kultur des Trinkens (1990) und Starke Frauen (2008).

## Veröffentlichungen
- Zur Darstellungsweise der griechischen Flächenkunst von der geometrischen Zeit bis zum Ausgang der Archaik. Eine Untersuchung an der Darstellung des Schildes, Bonn 1976 (= Dissertation, S. 280 Lebenslauf).
- mit Klaus Vierneisel (Herausgeber): Kunst der Schale – Kultur des Trinkens, München 1990.

| Personendaten    | Personendaten                                |
| ---------------- | -------------------------------------------- |
| NAME             | Kaeser, Bert                                 |
| ALTERNATIVNAMEN  | Kaeser, Berthold Helmut (vollständiger Name) |
| KURZBESCHREIBUNG | deutscher Klassischer Archäologe             |
| GEBURTSDATUM     | 30. Januar 1943                              |
| GEBURTSORT       | Oberhaching                                  |